# Dorfkirche Schlettwein

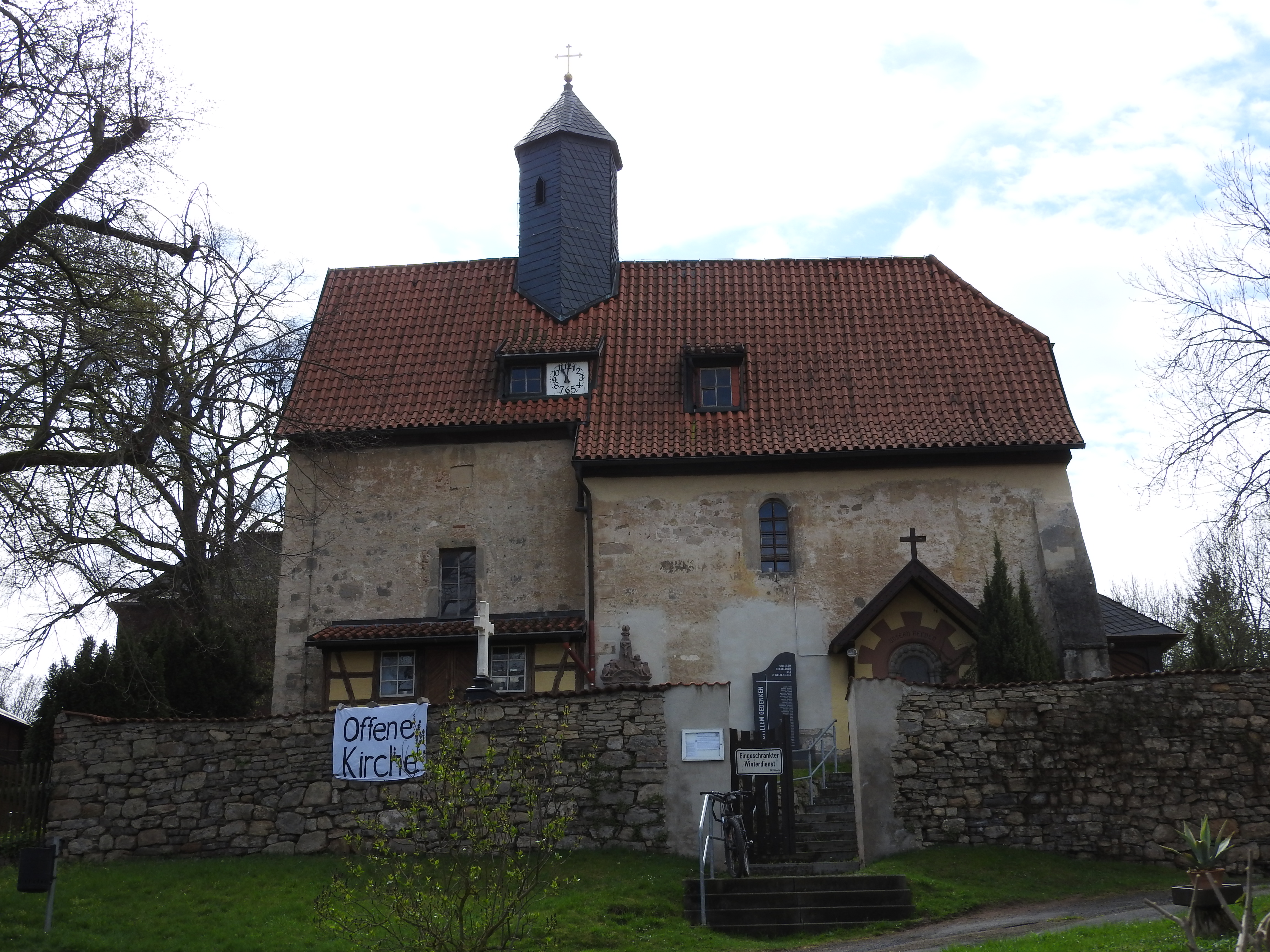
Dorfkirche Schlettwein

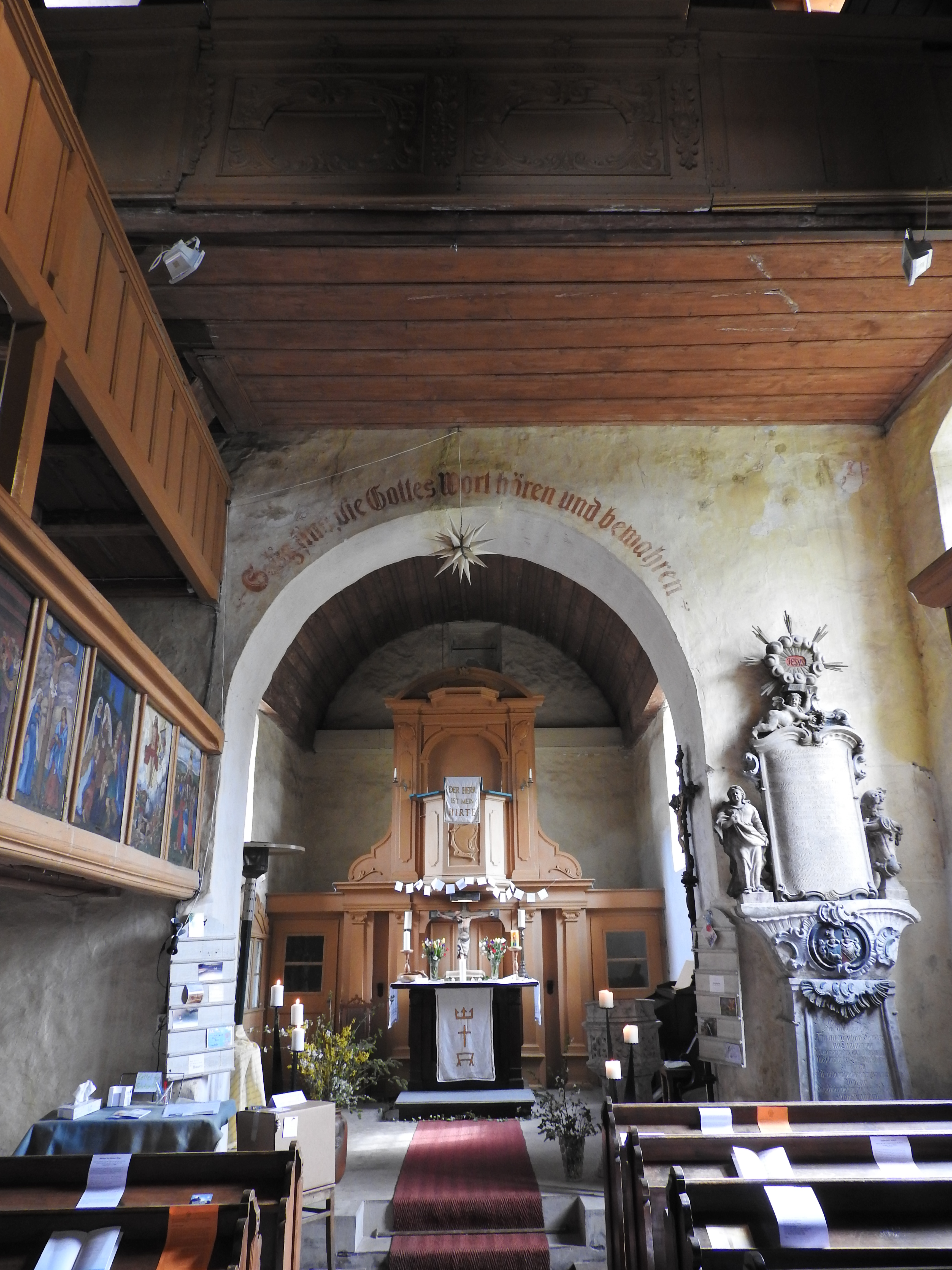
Innenansicht

Die evangelisch-lutherische denkmalgeschützte Kirche Schlettwein steht in Schlettwein, einem Ortsteil der Stadt Pößneck im Saale-Orla-Kreis von Thüringen. Die Dorfkirche gehört zur Kirchengemeinde Pößneck im Pfarrbereich Pößneck im Kirchenkreis Schleiz der Evangelischen Kirche in Mitteldeutschland.

## Beschreibung
Die Saalkirche wurde 1608 unter Verwendung von Teilen des romanischen Vorgängers gebaut. Das Kirchenschiff ist fast quadratisch. Der rechteckige Chor ist eingezogen. Das Kirchenschiff und der Chor sind gemeinsam mit einem Krüppelwalmdach bedeckt. Aus ihm erhebt sich ein sechsseitiger Dachreiter, in dem drei kleine Kirchenglocken aus Bronze hängen, die älteste von 1826, die beiden jüngeren von 1958, gegossen durch die Glockengießerfamilie Schilling. Sie dürfen aber heute aus Gründen der Stabilität des Bauwerks nicht mehr geläutet werden, weil sie keinen eigenen Glockenstuhl haben, sondern einfach in den Balken des Dachreiters aufgehängt wurden.
Der Innenraum wurde 1608 mit einem spitzbogigen, hölzernen Tonnengewölbe überspannt. Um Platz für dessen Einbau zu finden, wurden die Zugbalken des Dachstuhls entfernt. Im Chorbereich ist das Tonnengewölbe mit einer Darstellung der heiligen Trinität bemalt. Die untere Empore trägt die Orgel, die obere die Patronatsloge. Ihre Brüstungen wurden 1892 mit biblischen Szenen bemalt. Der Kanzelaltar stammt aus der 2. Hälfte des 18. Jahrhunderts und zeigt Rokoko-Ornamente. Zwei Grabmale mit Schmuckformen des Rokoko der Familie Bachofen von Echt stehen jeweils seitlich des Triumphbogens. Der Altartisch ist erst im 19. Jahrhundert aufgestellt worden. Er trägt ein gotisches Kruzifix auf einem Gemmenkreuz.
Im 18. und 19. Jahrhundert wurde die Kirche mehrmals renoviert.